# Dufte Hundert
Dufte Hundert bzw. Dufte 100 ist ein einfaches Würfelspiel mit zwei Würfeln für beliebig viele Mitspieler.

## Spielweise

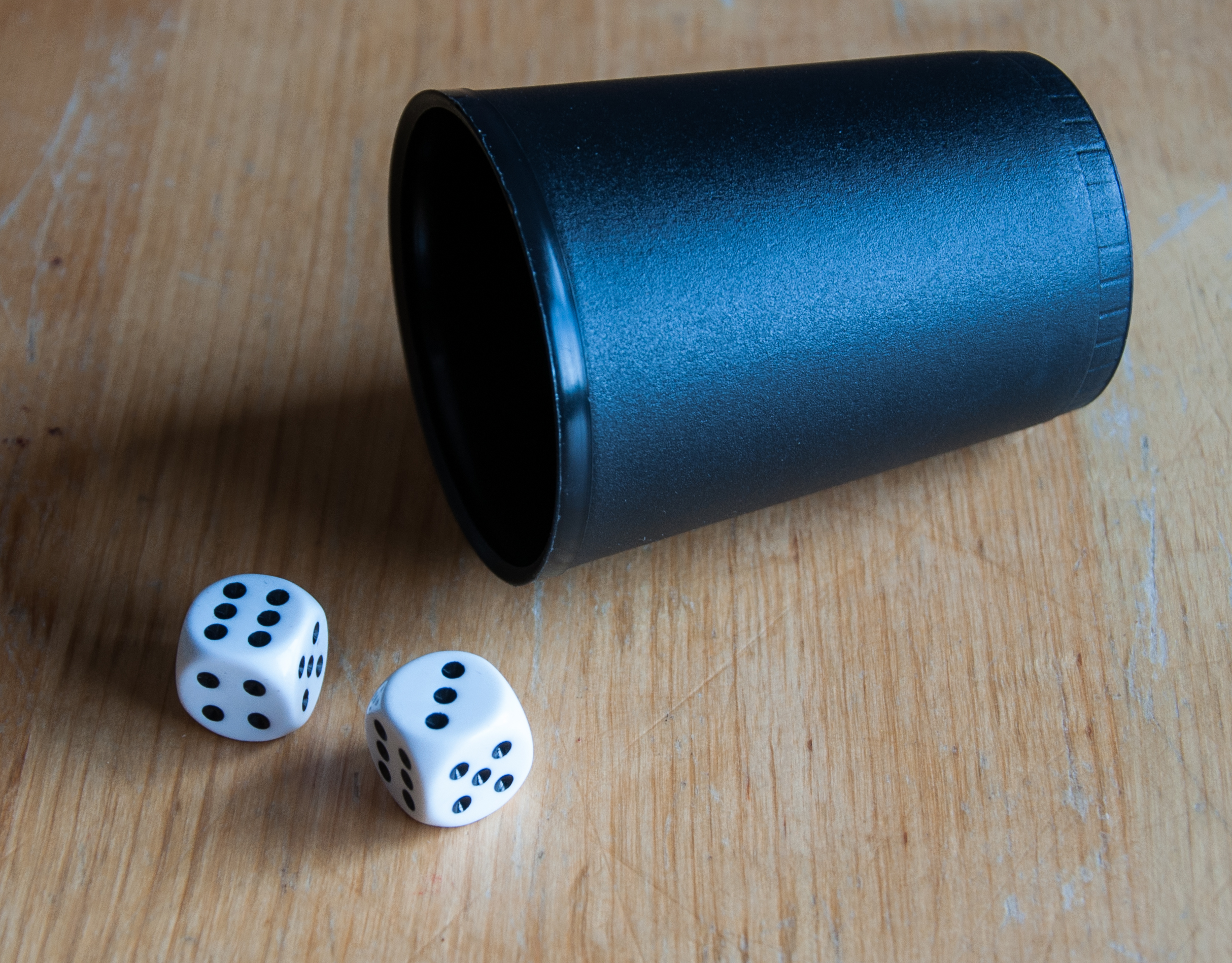
Dufte Hundert wird mit zwei Würfeln gespielt.

In dem Spiel würfelt jeder Spieler mit zwei Würfeln reihum je einmal, die geworfene Augenzahl wird notiert. Wenn ein Spieler einen Pasch würfelt, kann bzw. muss er die beiden Würfel multiplizieren, wodurch ein Viererpasch 16 Punkte und ein Einserpasch nur einen Punkt bringt. Gewinner des Spiels ist der Mitspieler, der zuerst 100 Punkte erreicht hat.
Als Variante kann das Spiel auch so gespielt werden, dass ein Pasch auch dann vorhanden ist, wenn dieser durch das Umdrehen eines Würfels entsteht. Dies ist immer dann der Fall, wenn der ursprüngliche Wurf eine Sieben ergibt.
Bei der Version „mit Schikane“ wird ein Mitspieler bestraft, wenn er die Möglichkeit des Umdrehens übersieht. Er darf sich dann nur die Summe der Würfel aufschreiben während der Mitspieler, der den Fehler entdeckt hat, den Pasch gutgeschrieben bekommt.

## Belege
1. 1 2 3  „Dufte 100“ In: Robert E. Lembke: Das große Haus- und Familienbuch der Spiele. Lingen Verlag, Köln o. J.; S. 252.
2. 1 2  „Dufte Hundert“ In: Erhard Gorys: Das Buch der Spiele. Manfred Pawlak Verlagsgesellschaft, Herrsching o. J.; S. 406.